# هور الحويزة
هور الحويزة هو أحد أهوار العراق يقع في محافظتي ميسان والبصرة، وقد قامت محافظة البصرة بإنشاء محمية طبيعية فيه سميت (محمية الصافية)، تحده من الشرق إيران ويصب في الهور نهر الكرخة من إيران التي أنشأت على النهر سد الكرخة لتوليد الطاقة وتخزين المياه ويبلغ طول الهور 80 كم وعرضه 30 كم وخلال تدفق الربيع يمكن لنهر دجلة أن يفيض مباشرة في الهور وتصل مساحة الهور القصوى إلى 3000 كم2
تقريبا تزيد وتنخفض بحسب نسبة المياه وقد تصل في موسم الجفاف إلى حوالي 650 كم2 وتعد نسبة مساحة الهور في العراق بنسبة 79% وفي إيران نسبة 21% والأجزاء الشمالية والمركزية من الهور هي دائمية ولكن الأجزاء الجنوبية تصبح موسمية في الحالة الطبيعية.

## التحديات
وتواجه منطقة هور الحويزة أو هور العظيم أزمة شح في المياه بسبب عدم تأمين الحقوق المائية المتوقعة. كما أدت المخالفة القانونية التي ارتكبتها شركة المقاولات الصينية المرتبطة بشركة النفط الوطنية الإيرانية في هذه المنطقة إلى تدمير جزء من نظامها البيئي. وفي الوقت الحالي، فقدت أجزاء من النظام البيئي لهذه الأراضي الرطبة في الجزء الإيراني منها. تعود مشكلة جفاف مستنقع هور العظيم إلى فشل وزارة البترول في استخراج النفط من الحقول النفطية بهذه المنطقة، وقد تعرضت هذه المشكلة لانتقادات من قبل الناشطين البيئيين في خوزستان لسنوات، لذلك في يوليو 2021 إلى حد وقوع واحدة من أكبر الاحتجاجات الاجتماعية في خوزستان بسبب جفاف مستنقع هور العظيم، الاحتجاجات التي بدأت بسبب الجفاف الواسع النطاق وفقدان المحاصيل الزراعية وماشية المواطنين سكان المدن الجنوبية الغربية لمحافظة خوزستان وفي منطقة مصب نهر كرخه ومن بينها شادكان، وامتدت الاحتجاجات في وقت قصير إلى المدن الأخرى بهذه المحافظة. كما تسببت مشاريع نقل المياه وبناء السدود في مناطق منابع نهر كارون، ودز، وزهره وكرخه في أضرار جسيمة لهذه المنطقة بحسب ما أعلنت "منظمة المياه" في خوزستان.